# Images 1966–1967
Images 1966—1967 — сборник британского рок-музыканта Дэвида Боуи, выпущенный в 1973 году. Компиляция включает в себя одноимённый дебютный альбом музыканта, а также различные синглы и би-сайды, записанные в период с 1966 по 1967 год.
Аранжировки песен сборника отличаются от глэм-рока, который прославил Боуи на весь мир. В основном они представляют собой оркестровки со звуковыми эффектами, созданными в студии. Музыка была записана в начале карьеры Боуи, когда он находился в безвестности, с 1966 по 1967 год. В то время он сотрудничал с лейблом Deram Records, откуда был уволен в 1968 году из-за низких продаж его записей (до релиза его первого хита «Space Oddity» (1969)). На музыку Боуи того периода повлияло лондонское кабаре и популярные в нём стили, особенно репертуар таких певцов, как Энтони Ньюли.
Из-за низкого интереса к творчеству музыканта в Великобритании дистрибьюторы не смогли распродать весь тираж сборника The World of David Bowie (1970), пока в 1972 году Боуи, наконец, не совершил прорыв с альбомом Ziggy Stardust and the Spiders from Mars (в то время сборник все ещё можно было приобрести в британских музыкальных магазинах). В США, где релизы Deram не выпускались с 1967 года, оригинальный LP и синглы были скомпонованы в единый двухдисковый сборник, Images 1966—1967, и выпущены американским подразделением Decca, London Recordings. Релиз состоялся примерно в то же время, что и шестой студийный альбом Боуи, Aladdin Sane, на волне роста популярности музыканта в США. Американские копии сборника имели мультяшную обложку с изображением персонажей из разных песен, а также различных сцен. Одна из композиций сборника, «The Laughing Gnome», стала хитом среди местной публики.
Обложка сборника была разработана Неоном Парком, известным аналогичной работой для альбома Weasels Ripped My Flesh Фрэнка Заппы. В 1975 году компиляция была перевыпущена в Британии с новой обложкой — представляющей собой промофотографию Боуи для Young Americans — и новым (американским мультяшным) дизайном внутренней стороны конверта.

## Список композиций
Слова и музыка всех песен — написаны Дэвидом Боуи.
| №  | Название                | Длительность |
| -- | ----------------------- | ------------ |
| 1. | «Rubber Band»           | 2:15         |
| 2. | «Maid of Bond Street»   | 1:44         |
| 3. | «Sell Me a Coat»        | 3:00         |
| 4. | «Love You till Tuesday» | 3:10         |
| 5. | «There Is a Happy Land» | 3:11         |

| №  | Название                           | Длительность |
| -- | ---------------------------------- | ------------ |
| 1. | «The Laughing Gnome»               | 3:03         |
| 2. | «The Gospel According to Tony Day» | 2:50         |
| 3. | «Did You Ever Have a Dream»        | 2:08         |
| 4. | «Uncle Arthur»                     | 2:07         |
| 5. | «We Are Hungry Men»                | 2:58         |
| 6. | «When I Live My Dream»             | 3:25         |

| №  | Название               | Длительность |
| -- | ---------------------- | ------------ |
| 1. | «Join the Gang»        | 2:16         |
| 2. | «Little Bombardier»    | 3:24         |
| 3. | «Come and Buy My Toys» | 2:07         |
| 4. | «Silly Boy Blue»       | 3:51         |
| 5. | «She’s Got Medals»     | 2:26         |

| №  | Название                     | Длительность |
| -- | ---------------------------- | ------------ |
| 1. | «Please Mr. Gravedigger»     | 2:34         |
| 2. | «The London Boys»            | 3:18         |
| 3. | «Karma Man»                  | 3:03         |
| 4. | «Let Me Sleep Beside You»    | 3:24         |
| 5. | «In the Heat of the Morning» | 2:59         |

## Участники записи
Список составлен по сведениям базы данных Discogs.
Технический персонал:
- Майк Вернон[англ.] — музыкальный продюсер (все песни кроме «In the Heat of the Morning»)
- Тони Висконти — музыкальный продюсер (в песне «In the Heat of the Morning»)
- Сэм Фельдман — инженер нарезки лакового слоя
- Гленн Росс — арт-директор, дизайнер
- Неон Парк[англ.] — художник
- Генри Эдвардс — автор текста для буклета

## Позиции в хит-парадах
Еженедельные чарты:
| Хит-парад (1973)               | Высшая позиция | Пребывание |
| ------------------------------ | -------------- | ---------- |
| США (Billboard Top LPs & Tape) | 144            | 9 недель   |